# 沃什特瑙社區學院

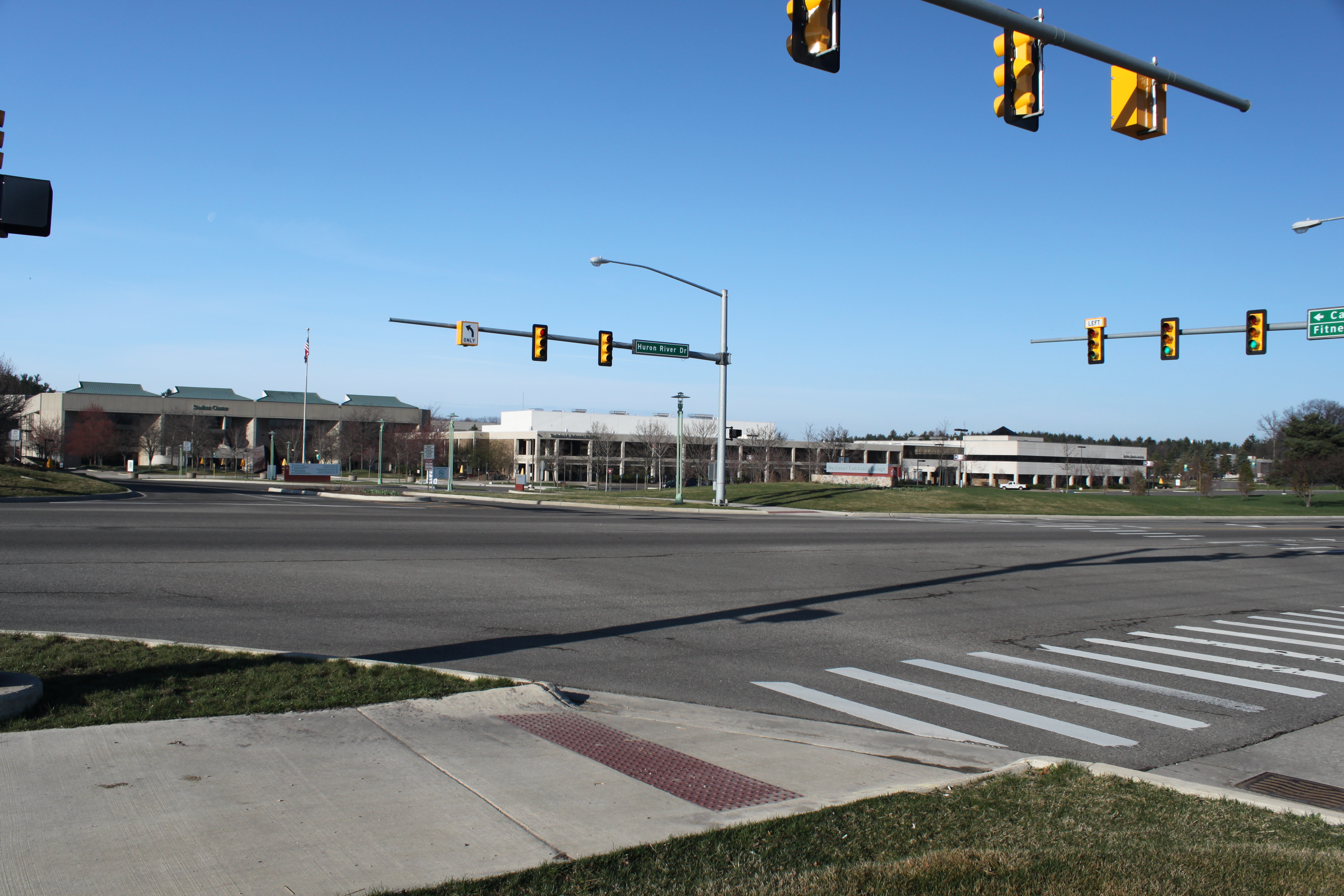
沃什特瑙社區學院

沃什特瑙社區學院（英語：Washtenaw Community College，WCC）是密歇根州安娜堡特許鎮的一所公立社區學院。沃什特瑙社區學院成立於1965年，每年招收來自100多個國家/地區的20,000多名學生就讀，每年向2,600多名學生頒發證書和學位。